# 朱斯特·方丹
朱斯特·方丹（法語：Just Fontaine，1933年8月18日—2023年3月1日），法国足球运动员。生于摩洛哥马拉喀什。他在1958年瑞典世界杯中創下了至今仍未被打破的單屆世界盃最高進球數(13球/6場)。
方丹的职业生涯开始于摩洛哥的一支球队，他在那里从1950年踢到1953年。之后，他转会到尼斯足球俱乐部，在三个赛季中贡献了44个进球。1956年，他来到兰斯体育足球俱乐部，取代了轉投皇馬的名將雷蒙·科帕的核心位置，方丹在之后的6个赛季中共进121球。他在法甲联赛的总共200场比赛中共射入165球，并在1958年和1960年两度获得联赛冠军。然而，在他這輩子唯一一次的歐冠決賽（1959年）中，正是輸給了國家隊老隊友科帕坐鎮的皇馬，以0比2輸球而無緣歐冠獎杯。
方丹在法国国家队的表现给人留下了更深刻的印象。1953年12月17日，他在对卢森堡队的比赛中上演了帽子戏法，帮助国家队以8比0狂胜对手。到1960年为止，他在21场国家队比赛中共射入30球。当然，方丹最为人们所称道的还是1958年世界杯上的表现，他在6场比赛中共射入13球，包括季軍賽对上衛冕軍西德队单场比赛的4个入球。这个纪录至今都未能被打破。他本人也当之无愧地荣获世界杯金靴奖的称号。
方丹最后一次参赛是在1962年7月，由于他受到伤痛的反复侵扰，不得不提早退役。之后他在1967年挑起了法国国家队主教练的重担，然而却在两场失利后被撤换。
2004年3月，国际足联评选出历史上125名最伟大球员，方丹也名列其中。
2023年3月1日，朱斯特·方丹去世，享寿89岁。